# 동부로 (당진시)
동부로(Dongbu-ro)는 대한민국의 충청남도 당진시 수청동에서 시작하여, 원당동을 거쳐 연결하는 도로이다.

## 노선 경로
- 삼거리 명칭 미상 - 남부로
- 삼거리 명칭 미상 - 정안로